# Троли-Луар
Троли́-Луа́р (фр. Trosly-Loire) — коммуна во Франции, находится в регионе Пикардия. Департамент коммуны — Эна. Входит в состав кантона Вик-сюр-Эн. Округ коммуны — Лан.
Код INSEE коммуны — 02750.

## Население
Население коммуны на 2010 год составляло 593 человека.
| 1962 | 1968 | 1975 | 1982 | 1990 | 1999 | 2010 |
| ---- | ---- | ---- | ---- | ---- | ---- | ---- |
| 621  | 560  | 587  | 609  | 623  | 621  | 593  |

## Экономика
В 2010 году среди 353 человек трудоспособного возраста (15—64 лет) 262 были экономически активными, 91 — неактивными (показатель активности — 74,2 %, в 1999 году было 66,1 %). Из 262 активных жителей работали 223 человека (126 мужчин и 97 женщин), безработных было 39 (21 мужчина и 18 женщин). Среди 91 неактивных 23 человека были учениками или студентами, 22 — пенсионерами, 46 были неактивными по другим причинам.